# Callicostella subfissidentoides
Callicostella subfissidentoides là một loài rêu trong họ Pilotrichaceae. Loài này được (Schimp. ex Besch.) Broth. mô tả khoa học đầu tiên năm 1907.